# Campo di concentramento di Buchenwald
(The Library su Buchenwald)

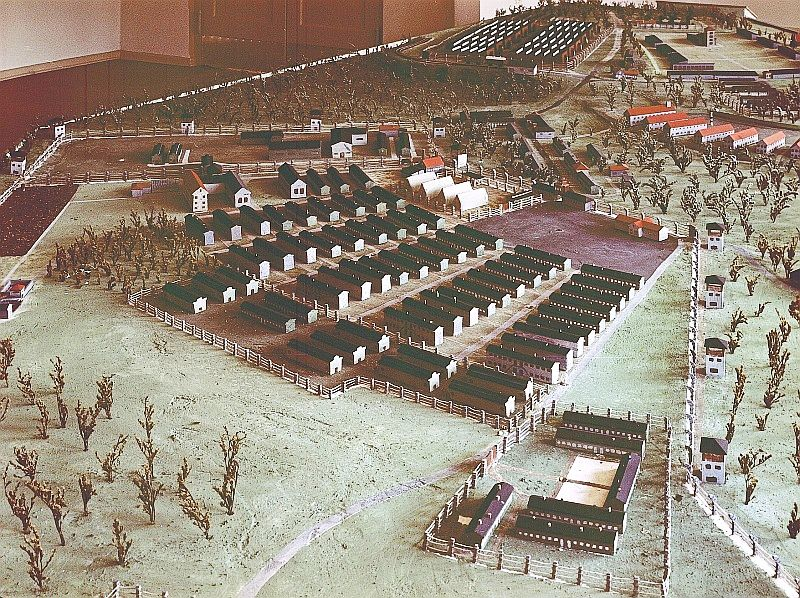
Modello del campo.

Il campo di concentramento di Buchenwald, istituito nel luglio 1937, fu uno fra i più grandi campi della Germania nazista. Prende il nome dall'omonima località, sulla collina dell'Ettersberg, a circa otto chilometri da Weimar, nella regione della Turingia, nella Germania orientale. Fu costruito su una collina ricoperta da una fitta estensione di alberi di faggio (Buchenwald significa letteralmente "bosco di faggi"). 
Tra il 1937 e il 1945 quello di Buchenwald divenne uno dei più importanti campi di concentramento e sterminio, nonostante i suoi piccoli inizi. Il 16 luglio 1937, infatti, «un commando di circa 300 deportati, provenienti dal disciolto campo di concentramento di Lichtenburg, presso Lipsia, eresse, con attrezzi primitivi ed insufficienti, le prime baracche del campo di Buchenwald, ricavando il legname dalla foresta di Ettersberg, foresta che fu a suo tempo prediletta da Johann Wolfgang von Goethe» (le SS lasciarono in piedi l'"albero di Goethe", sotto il quale il grande poeta amava stare per scrivere le sue opere, all'interno di Buchenwald).
Dopo la sua espansione fu internato in questo campo un totale di circa 238 980 persone provenienti da trenta nazionalità diverse. Fu tra i lager dove si attuò principalmente lo sterminio tramite il lavoro. Il numero complessivo delle vittime fu di 43 045, secondo alcune fonti, di 56 554 secondo altre, fra le quali 11 000 ebrei. La fama negativa di Buchenwald è inoltre legata a numerosi particolari che si diffusero molto prima della fine della guerra, tra i quali gli esperimenti medici sui prigionieri, la presenza tra gli internati della principessa italiana Mafalda di Savoia, i fatti legati a Ilse Koch, detta "la strega di Buchenwald", facendone uno dei luoghi più inquietanti e spaventosi della Germania nazista.

## Storia
Il campo, prima denominato Ettersberg, poi Buchenwald, fu istituito in un primo momento come luogo di detenzione preventiva e punizione per oppositori politici del regime nazista, criminali comuni e Testimoni di Geova, tre categorie di prigionieri tedeschi. Il primo ad arrivare nel nuovo campo fu un gruppo di 149 persone che giunse a luglio del 1937. Alla fine di quello stesso anno, però, il campo poteva già contare su una popolazione di 2 561 prigionieri.
Fu eretto in un luogo isolato, al di fuori da sguardi indiscreti. Furono costruite cinquanta baracche, circondate da filo spinato elettrificato, vigilate da SS armate di mitragliatrici e dominate dall'enorme ciminiera dei forni del crematorio, situata a poca distanza dall'ingresso principale. Oggi la strada che attraversa il bosco di faggi e che porta al museo di Buchenwald è chiamata Blutstraße ("via del sangue"), in memoria delle decine di migliaia di prigionieri che qui caddero.
Il campo, ossia il cosiddetto "campo grande", comprendeva inizialmente tre parti: la zona per le SS, una per i detenuti, un'altra «adibita a zona industriale». L'ampliamento del campo portò alla costruzione di un ospedale, nel 1938, e a ulteriori diciassette blocchi, nel 1942, «in una zona adibita a quarantena» e denominata "piccolo campo" (in tedesco kleines Lager). La popolazione concentrazionaria comprese nel tempo non solo uomini, ma anche donne e bambini. Curiosamente, l'unica quercia che i tedeschi non rimossero era quella in cui Goethe e la signora von Stein avevano inciso i loro nomi.

### Il campo dal 1938 al 1945

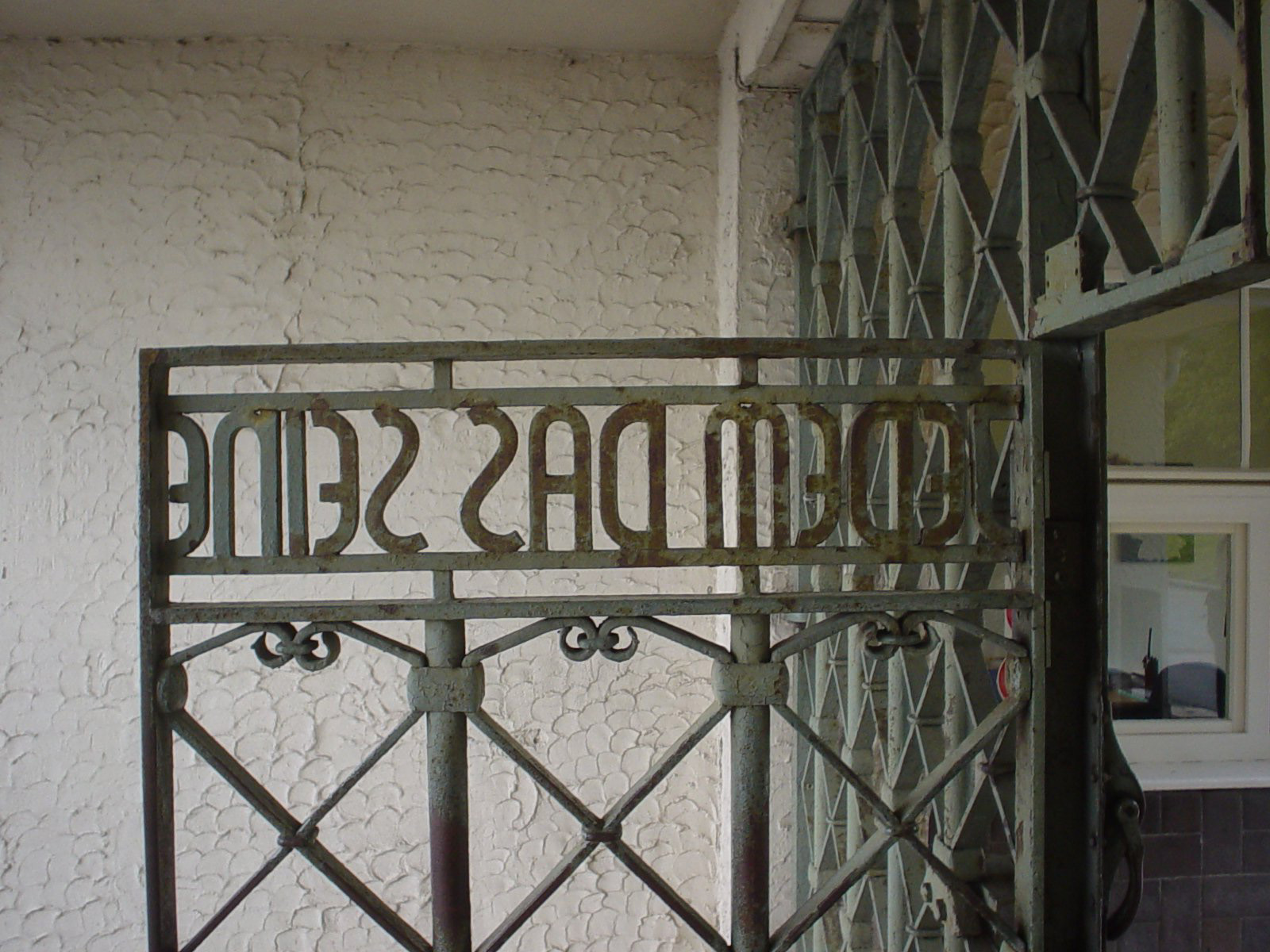
Il cancello principale di ingresso con la scritta "Jedem das Seine", cioè "A ciascuno il suo".

Agli oppositori politici, ai criminali recidivi, ai cosiddetti "asociali" e ai Testimoni di Geova si aggiunsero, a partire dal 23 settembre 1938, prima 2 200 ebrei deportati dall'Austria e, immediatamente dopo la notte dei cristalli (Kristallnacht), altri 10 000, che «furono sottoposti a un terrore brutale» e costretti a lavorare fino a 15 ore al giorno. Prigionieri del campo furono ben presto anche gli omosessuali e gli zingari, dopo la dichiarazione di Himmler del dicembre 1938, nella quale veniva trattata la situazione del popolo romanì di Germania «sotto l'aspetto della loro purezza razziale». A poco a poco, con l'inizio della seconda guerra mondiale, vi furono deportati degli stranieri in numero sempre più crescente. Il campo crebbe in brevissimo tempo e dai 37 000 prigionieri del 1943 si passò ai 63 000 all'inizio del 1944. Al momento della liberazione il 95% degli internati non era tedesco.
Dopo il 1943, a Buchenwald e nei suoi complessivi 135 distaccamenti esterni vennero brutalmente sfruttati, per l'industria bellica, non solo i detenuti maschi del campo, ma dal 1944 anche alcune donne. I prigionieri erano confinati nella zona nord del campo, nota come campo principale, mentre gli alloggi delle SS di guardia e gli edifici amministrativi erano situati nella parte sud. La prigione, conosciuta anche col nome di "bunker", era situata nell'edificio di entrata della zona principale.
Pur non essendo stato concepito come luogo di sterminio organizzato, vi ebbero luogo uccisioni in massa di prigionieri di guerra e molti internati morirono in seguito a esperimenti medici e abusi delle SS. Le impiccagioni e le fucilazioni si susseguivano e venivano eseguite senza alcun processo anche per futili infrazioni alle rigide regole di vita nel campo.

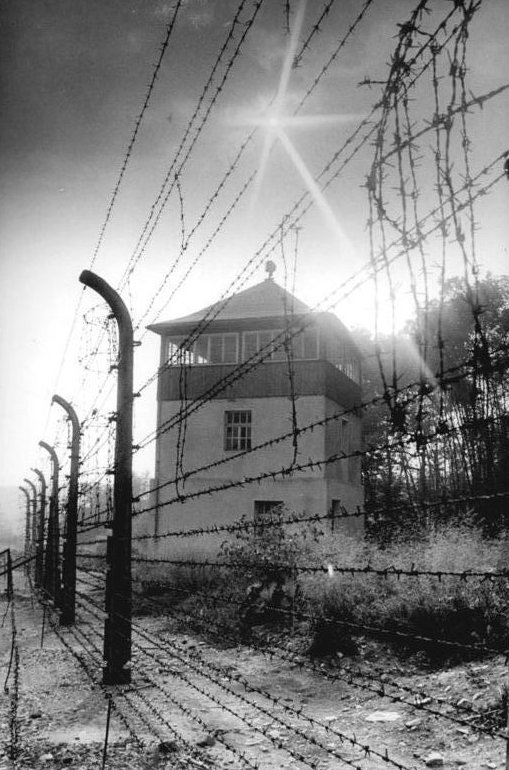
Foto di una torre di guardia ripresa nel 1983.

Essere inviati prigionieri nei campi nazisti equivaleva tassativamente a essere sfruttati come manodopera schiava prima di veder eseguita una condanna a morte non pronunciata; anche Buchenwald faceva parte integrante del progetto di sterminio di massa tramite il lavoro-denutrizione organizzato dal regime nazista. Non vi risultano grandi camere a gas in pianta stabile, se non qualche locale forse adibito occasionalmente a tale uso di gasazione; questo perché in questi lager si sterminava principalmente con il lavoro. I prigionieri divenuti larve umane, inservibili ma che ancora non erano morti di sfinimento e consunzione nonostante il massacrante lavoro e la malnutrizione, venivano selezionati e spediti per essere uccisi nei centri di eutanasia del Terzo Reich, se non soppressi direttamente nel campo con iniezioni letali, colpi di pistola alla nuca, impiccagioni e altri sadici metodi.
Le prime vittime vennero inviate fino al 1940 a Weimar per essere cremate. Nel 1941 si costruì il grande crematorio stabile a Buchenwald. Questo crematorio era dotato di sei bocche di forno ad alto potere d'incenerimento, divise in due grandi forni di tre muffole ciascuno, installati della ditta J.A. Topf und Söhne di Erfurt. I muri del vasto sotterraneo del crematorio erano dotati in alto di ben 48 ganci da macellaio ancora visibili; qui avvenivano esecuzioni per strangolamento e impiccagione con numerose vittime, ammassate poi sul montacarichi che le portava da qui al piano dei forni. Cosa avvenne in atrocità in questo sotterraneo non è documentato che da pochi testimoni sopravvissuti.
Sempre nel crematorio troviamo un fornito ambulatorio medico, una sala settoria e una specie di finto misuratore dell'altezza dei detenuti, che nascondeva una SS pronta a sparare un colpo alla nuca alla vittima di turno. In questo ambulatorio (come nel blocco 61) venivano praticate ai detenuti, selezionati come inutili dai medici SS, iniezioni letali al cuore o in vena contenenti benzina o fenolo.
A gennaio del 1945, con l'avanzata dell'Armata Rossa, il lager divenne l'ultima stazione dei trasporti per l'evacuazione dei campi di Auschwitz e Gross-Rosen. Le marce della morte che condussero a Buchenwald portarono migliaia di prigionieri, tanto che la popolazione degli internati contò in quel periodo ben 86 000 persone, una parte delle quali visse in «condizioni terribili» in una tendopoli.
Poco prima della liberazione, ad aprile 1945, le SS cercarono di sgomberare frettolosamente il campo. Si calcola che, mandati a marciare verso mete incerte fino allo sfinimento, circa 15 000 - 25 000 morirono nella "evacuazione". Circa 21 000 prigionieri riuscirono però a non "mettersi in marcia" e a rimanere nel campo, grazie al rallentamento dell'evacuazione organizzato da alcuni resistenti. L'11 aprile 1945, quando il campo venne liberato, le forze di liberazione contarono nel campo di Buchenwald 16 000 internati, 4 000 ebrei e circa 1 000 bambini.

## Il lavoro dei prigionieri

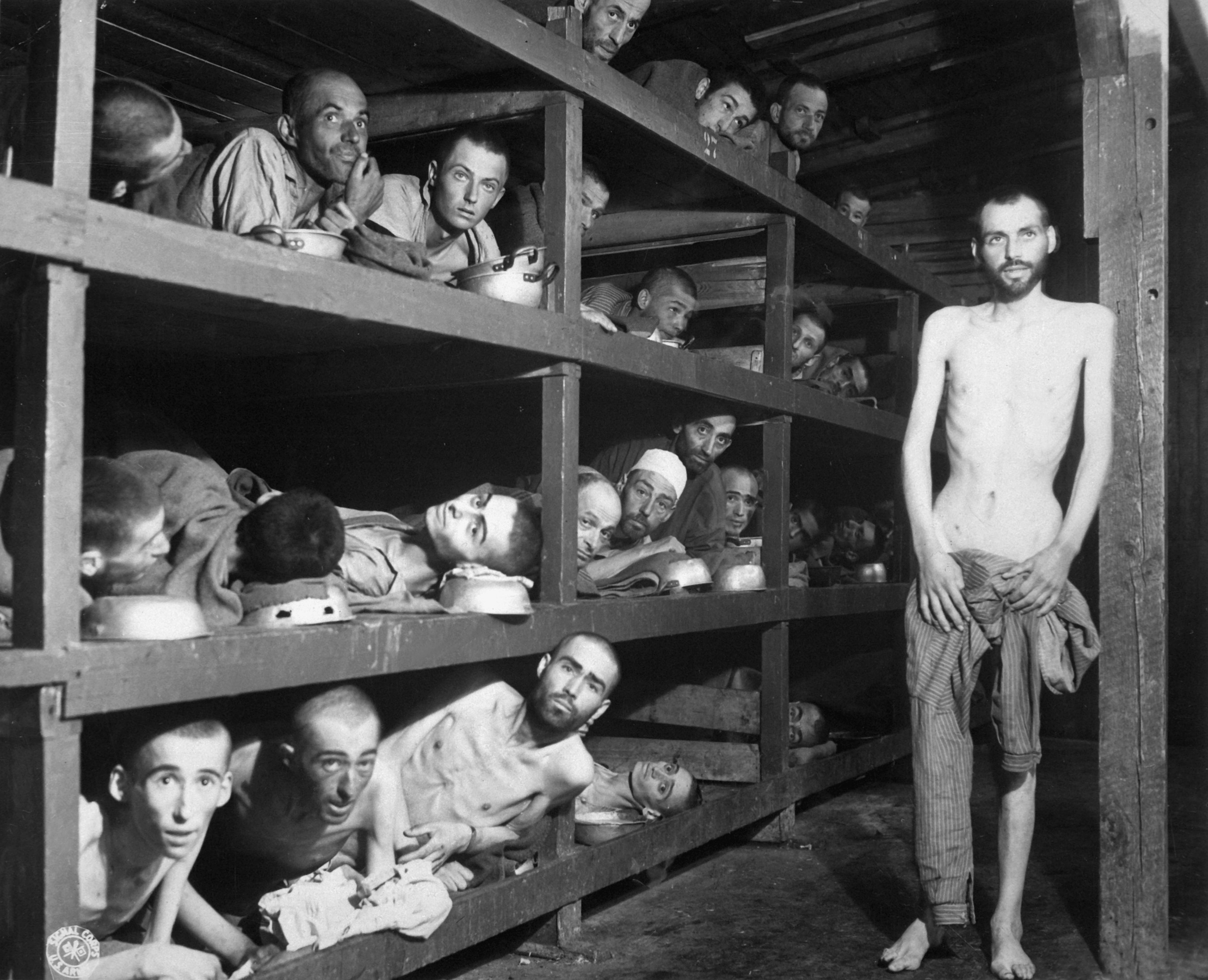
Foto di lavoratori forzati a Buchenwald il 16 aprile 1945. Si riconosce Elie Wiesel (7º da sinistra nella 2ª fila dal basso).

«Buchenwald è stato uno dei campi affidati all'autogestione da parte dei "triangoli verdi", cioè i delinquenti comuni», e fu il campo dove maggiormente fu sperimentato l'annientamento per mezzo del lavoro. All'interno del campo furono trattenuti un grosso numero di prigionieri di guerra russi. Oltre che nella costruzione del campo, i deportati furono utilizzati in ben 130 campi e sottocampi esterni. Alcuni detenuti vennero utilizzati come manodopera per gli stabilimenti della BMW, in particolare quelli di Eisenach e Abteroda.
I "beneficiari" del lavoro forzato dei denutriti "uomini a strisce blu" non opponevano mai resistenza, né vincoli morali alle pratiche terroristiche delle SS e dei kapo, rendendosi complici e, talvolta, anche diretti responsabili. Una caratteristica del campo, che dimostrò il sarcasmo umiliante e l'immoralità dei nazisti, fu quella dei "cavalli cantanti". I "cavalli", perché come animali venivano trattati, furono i prigionieri, costretti e minacciati, mentre trainavano carri con carichi pesantissimi, a cantare.
Periodicamente venivano selezionati i prigionieri che erano ancora in grado di lavorare; lo staff delle SS inviava quindi coloro che risultavano troppo deboli o incapaci di continuare a lavorare a Bernung o Sonnenstein. In questi luoghi i prigionieri venivano uccisi con il gas. All'interno del campo i prigionieri troppo debilitati venivano uccisi per mezzo di iniezioni di fenolo, somministrate dai medici delle SS. Il personale medico includeva 70 medici e ben 280 infermieri.
«La presenza fra i deportati di numerosi dirigenti politici, in special modo del partito comunista, favorì i contatti fra i vari gruppi nazionali esprimendosi in una solidarietà grazie alla quale fu possibile aiutare i più deboli e perfino salvare da sicura morte, nascondendoli con ingegnosi accorgimenti, alcuni che gli aguzzini avevano condannato per motivi spesso futili».

## Le efferatezze sui prigionieri
«Il fatto è che i detenuti erano sistematicamente sottoposti a sozzure. Erano il bersaglio deliberato del lancio di escrementi [...] I detenuti nei campi nazisti affogavano letteralmente tra i propri rifiuti, e morire per via degli escrementi era una cosa comune. A Buchenwald, per esempio, le latrine consistevano di fosse aperte lunghe otto metri, profonde quattro metri e larghe quattro metri [...] Queste stesse fosse, sempre traboccanti, venivano svuotate di notte da detenuti che non avevano altro per farlo che piccoli secchi. Un testimone oculare racconta: Il posto era scivoloso e non illuminato. Dei trenta uomini assegnati a questo lavoro, dieci in media cadevano nella fossa durante il turno di ogni notte. Agli altri non era consentito tirar fuori i malcapitati. Quando il lavoro era stato ultimato e la fossa era vuota, allora e solo allora avevano il permesso di rimuovere i cadaveri.»

The Survivor: An Anatomy of Life in the Death Camps, pp. 58, 59, di Terrence Des Pres, accademico e scrittore, uno dei massimi esperti della Shoah (a pag. 56 nella edizione italiana della Mimesis del 2013: Il sopravvivente - Anatomia della vita nei campi di morte).
Dalle testimonianze certificate dei sopravvissuti, il "quadro" che ne esce sui crimini perpetrati giornalmente a Buchenwald è sconvolgente, con un vasto campionario di comportamenti riprovevoli da parte di aguzzini nazisti e medici criminali: lavoro massacrante fino a quindici ore al giorno, gravi sevizie e violenze compiute sui prigionieri, atti di sadismo, condizioni igieniche e sanitarie tali da favorire epidemie, esecuzioni sommarie per futili motivi, cibo scarso al limite della fame ed esperimenti su cavie umane.
Un testimone oculare (René Séglat, matricola 41.101 di Buchenwald, classificato "terrorista comunista" identificato dal triangolo rosso) ha raccontato particolari su come si svolgeva la vita nel campo: «Gli occupanti di tutte e 61 le baracche, o blocchi, dovevano alzarsi verso le quattro e trenta del mattino. Uscivamo a torso nudo e spesso dovevamo spezzare il ghiaccio per poterci lavare. Sani o malati, tutti dovevano ubbidire. Poi c'era la distribuzione del pane: una razione giornaliera di 200 - 300 grammi di pane insipido, con un sottile strato di margarina e qualcosa che somigliava vagamente alla marmellata. Alle 5:30 tutti venivano convocati per l'appello. Che esperienza terribile era portare fuori sulle spalle quelli che erano morti durante la notte! L'odore acre dei cadaveri bruciati ci ricordava i nostri compagni. Eravamo sopraffatti da sentimenti di ripugnanza, disperazione e odio, perché sapevamo che avremmo potuto facilmente fare la stessa fine. Il mio lavoro nel BAU II Kommando consisteva nello scavare fosse senza alcuno scopo. Appena avevamo terminato di scavare la fossa, profonda un paio di metri, dovevamo riempirla daccapo altrettanto scrupolosamente. Il lavoro iniziava alle 6:00 di mattina; a mezzogiorno c'era un intervallo di mezz'ora, dopo di che andavamo avanti fino alle 19:00. Spesso sembrava che l'appello serale non finisse mai. Ogni volta che sul fronte russo i tedeschi avevano subìto pesanti perdite, l'appello poteva durare anche fino a mezzanotte».
Un aspetto particolare, che dimostrò quanto poco potesse valere la vita a Buchenwald, fu quello degli esperimenti medici sui prigionieri. Trattati come cavie, centinaia di internati furono sottoposti a esperimenti molto pericolosi. Di alcuni di questi esperimenti, i medici conoscevano già il risultato: morte certa. L'intento «scientifico» era quello di verificare reazioni, resistenza e tempi prima del decesso. «[...] in altri casi, gli obbiettivi non [erano] riconducibili ad altro che alla perversione degli operatori medici».

### Gli esperimenti medici

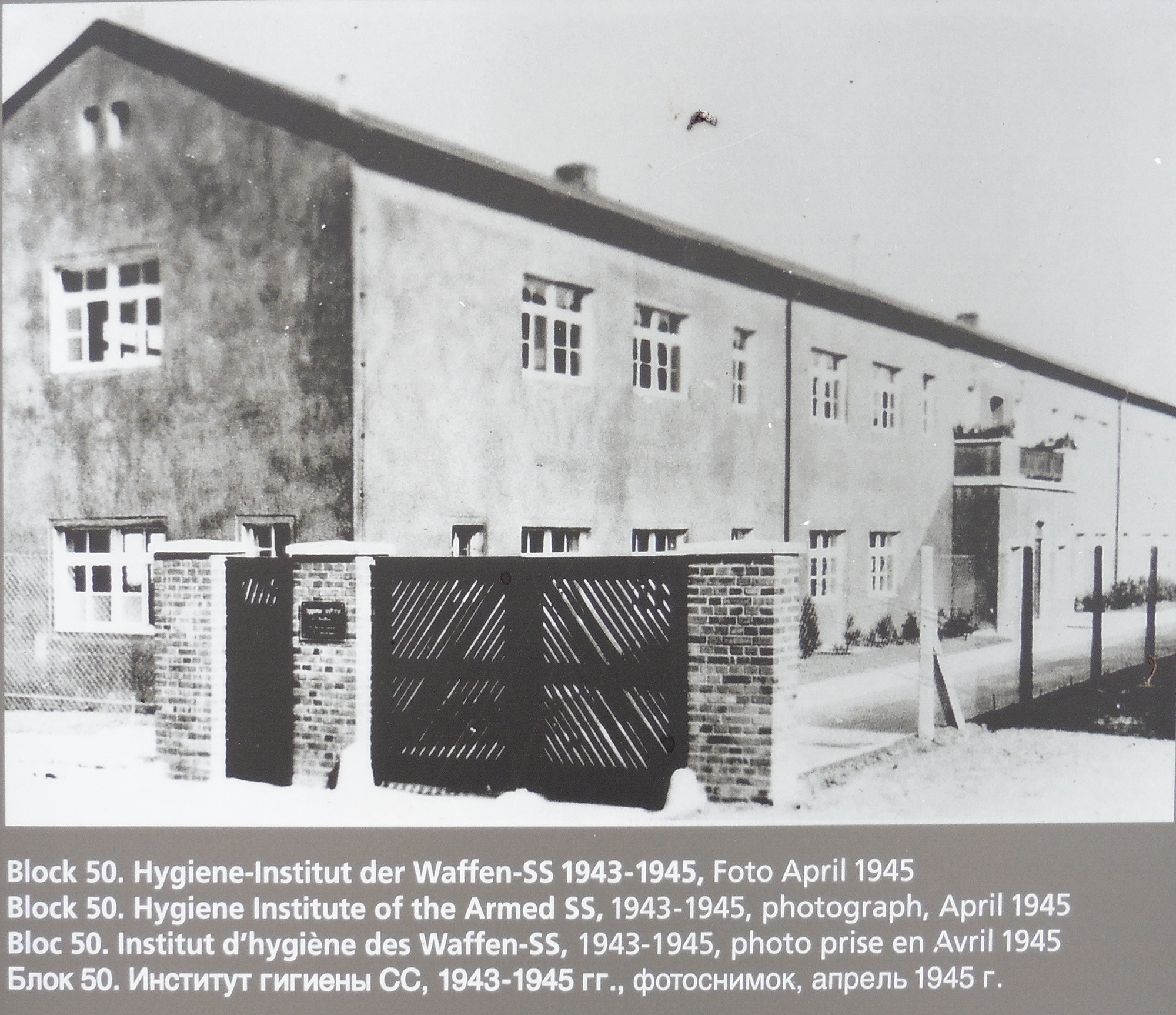
Il famigerato blocco 50, che fu, insieme al blocco 46, sede di esperimenti di ogni genere su cavie umane sotto la supervisione di Waldemar Hoven e Ding-Schuler.

I medici di Buchenwald condussero una serie di pericolosi esperimenti sugli internati, usandoli come cavie. Per alcuni esperimenti si hanno dati certi, grazie a documenti e diari che hanno trattato in maniera particolareggiata questi esperimenti; per altri i dati sono scarsi e gli studiosi dell'olocausto cercano di ricostruirne l'entità e la portata, cercando di stabilire anche l'effettivo numero di vittime. Si sa di certo, per esempio, che a Buchenwald furono condotti esperimenti sulla febbre gialla e l'influenza. Si conosce «con certezza che gli infettati furono 485 prigionieri, di cui 90 olandesi», ma non si conosce invece quante furono le vittime di questo procedimento.
Tra dicembre 1943 e ottobre 1944 un altro tipo di esperimento crudele occupò i medici di Buchenwald, riguardante la reazione ad alcuni veleni sull'uomo. Il veleno veniva messo nei cibi dei prigionieri, senza che questi ne fossero a conoscenza. A quel punto la maggioranza dei prigionieri moriva «quasi subito, coloro che sopravvivevano venivano invece uccisi per consentire le autopsie». In questo tipo di esperimento, vennero anche sparati sui prigionieri proiettili avvelenati, allo scopo di testarne l'efficacia. In questo tipo di esperimento si distinse il capo dell'ufficio di igiene del servizio medico delle SS, Joachim Mrugowsky, che alla fine della guerra fu processato e poi impiccato nel 1948.
Il dott. Hans Eisele fu invece responsabile a Buchenwald di tutti gli esperimenti di vivisezione compiuti sui prigionieri. Un altro "studio" di Eisele riguardò «il meccanismo del vomito». Per provocarlo somministrava iniezioni di apomorfine agli internati. Si calcola che almeno 300 prigionieri ebrei olandesi siano stati uccisi da questo tipo di esperimento. Aiutante di Eisele in questi "studi", fu il dottor Neumann.
Il dottor Ellenback condusse invece esperimenti sui gruppi sanguigni. Molto attivo in questa pratica criminale fu il dottor Bruno Weber, che «operava trasfusioni tra persone di gruppi sanguigni differenti», con il solo scopo di studiarne il decorso mortale.

### Esperimenti di vaccinazione antipetecchiale a Buchenwald
Questo tipo di esperimento fu condotto su esseri umani in due località, nel lager di Buchenwald e nel lager di Natzweiler-Struthof. Quello che sappiamo sugli esperimenti di Buchenwald lo si deve al diario del centro-ricerche del dott. Erwin Ding-Schuler, il quale lavorava nel campo, alle deposizioni di vari scienziati europei internati nel lager e costretti a prendere parte a tali esperimenti, alle deposizioni del dott. Eugen Kogon, che riuscì a salvare il diario e che al processo di Norimberga fu interrogato come testimone. Il dott. Kogon era scrivano del reparto antipetecchiale e virologico nel lager, reparto che era diretto da Ding Schuler e che dipendeva dall'Istituto d'Igiene di Berlino, a capo del quale c'era l'SS-Oberfuhrer Murgowsky. Lo scopo era quello di arrivare alla formulazione e alla produzione di un vaccino da distribuire alle truppe SS che in Oriente erano minacciate dal tifo petecchiale. La scelta del lager non era stata casuale. Infatti, all'interno di Buchenwald erano stati internati degli scienziati da cui ci si aspettava la massima collaborazione (alcuni degli internati cui ci si riferisce sono Ludwig Fleck, Balachowsky, e van Lingen). Prima di provare una nuova formulazione, i medici delle SS provarono sui deportati i vari vaccini già esistenti per verificarne/confutarne l'effettiva efficacia. Gli esperimenti furono condotti nel blocco/baracca 46 del lager di Buchenwald. Almeno 200 furono i morti per questo tipo di esperimento.

### "Ricerche" sulla cura ormonale dell'omosessualità
Gli esperimenti vennero condotti a partire dal luglio 1944 nel campo di concentramento di Buchenwald dal medico SS danese Carl Peter Vaernet e consistevano nell'impianto di massicce dosi di testosterone su deportati omosessuali, alla ricerca di una "cura" che avrebbe dovuto rendere eterosessuali i soggetti trattati. Il risultato fu che essi persero la vita per un esperimento fallimentare.

### Buchenwald e i disabili: l'inizio dell'Aktion 14F13
(Olokaustos)

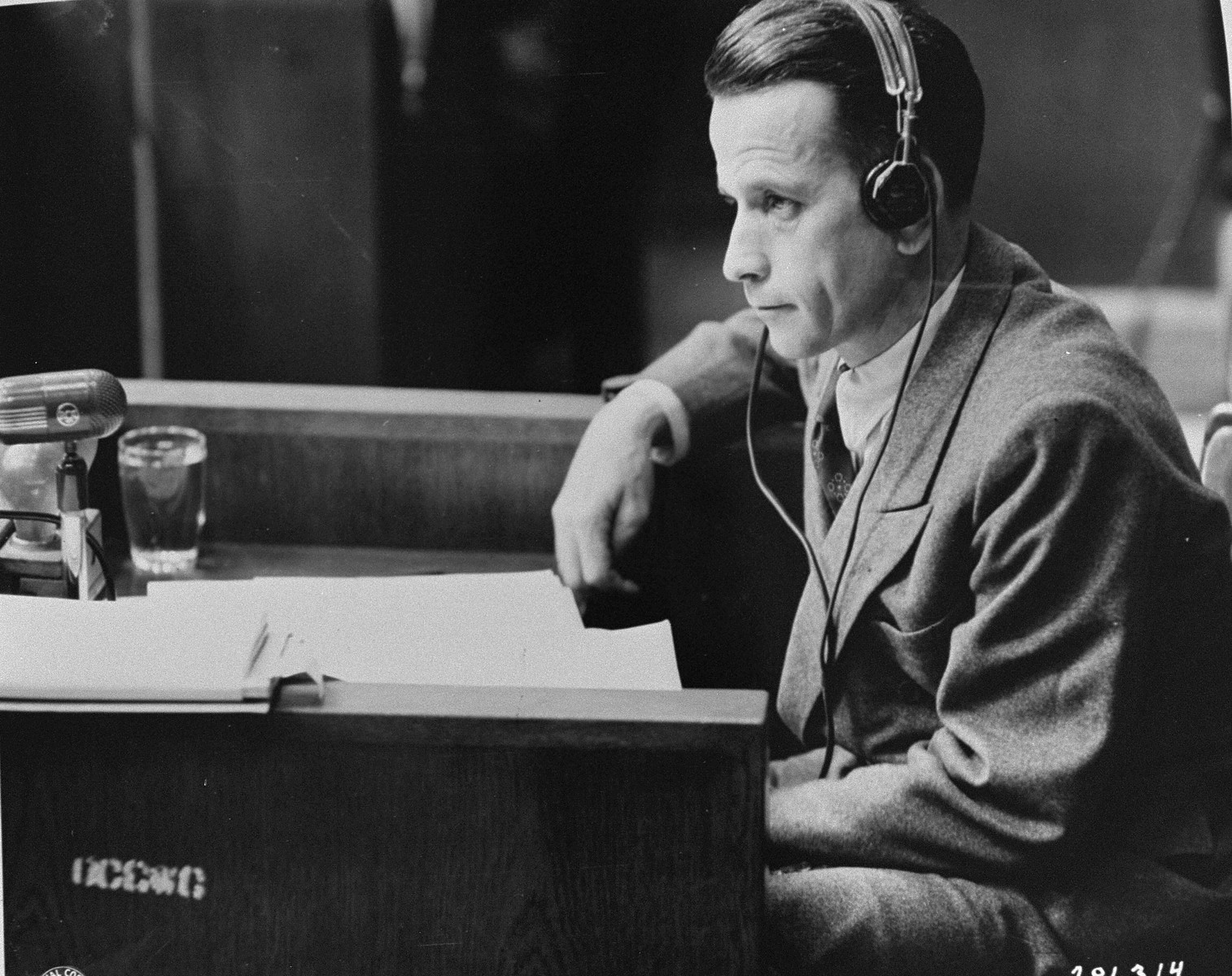
Waldemar Hoven, al processo ai dottori di Norimberga; ritenuto colpevole, fu impiccato il 2 giugno 1948.

Buchenwald ha inoltre un triste primato: fu il primo campo interessato all'operazione "Aktion 14F13", ovvero all'eliminazione fisica di tutti i disabili, operazione che si svolse sotto il controllo e le istruzioni di Heinrich Himmler.
A Buchenwald, Waldemar Hoven, che si era già distinto per esperimenti sul tifo petecchiale, su altri tipi di vaccini e su esperimenti condotti sulla gangrena gassosa, ebbe un ruolo di primo piano nell'attuare il progetto "Aktion 14F13", l'eutanasia dei prigionieri mentalmente disabili, in cui è stato calcolato che 1 000 internati vennero eliminati. D'altronde nel processo ai dottori, Hoven ammise: « [...] In alcuni casi supervisionai le uccisioni dei prigionieri disabili con un'iniezione di fenolo, dietro richiesta dei prigionieri, all'interno dell'ospedale con l'assistenza di altri prigionieri. Il dottor Ding una volta disse che non seguivo la corretta procedura e praticò lui stesso tre iniezioni uccidendo tre prigionieri che morirono in pochi minuti [...] ».

### Le controversie sullo zoo

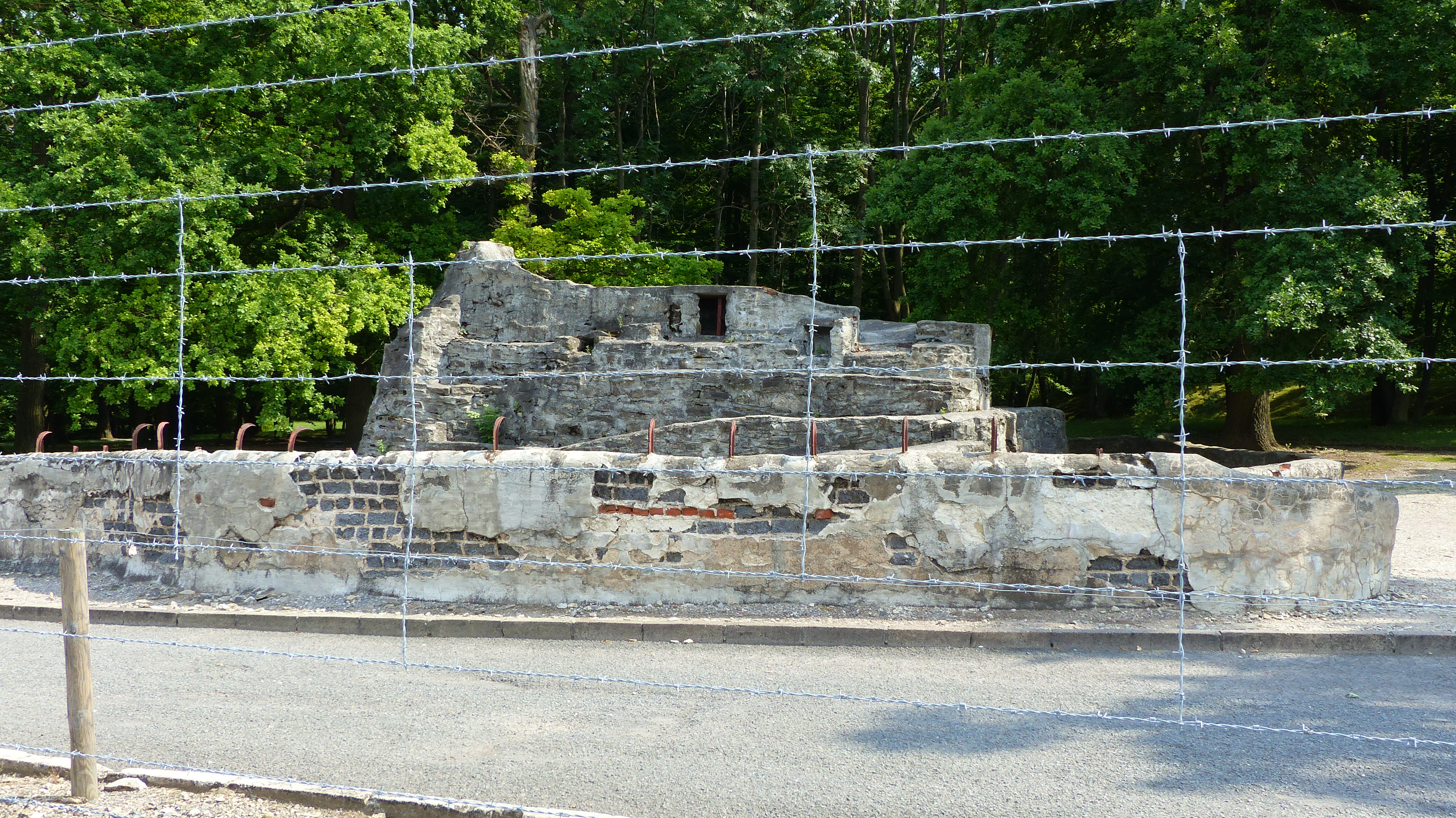
I ruderi dello zoo come appaiono oggi.

Un articolo apparso sul New York Times nel 1988 riportava una testimonianza raccapricciante circa la presenza di uno zoo all'interno del campo dove orsi e aquile sarebbero stati alimentati con la carne umana dei prigionieri. Tale circostanza non è confermata da nessun'altra fonte per cui, nonostante abbia scatenato all'epoca un ampio dibattito, può ritenersi storicamente falsa. Tuttavia lo studio dei documenti storici ha confermato con certezza che, sin dal 1938, nel campo di Buchenwald fu effettivamente installata un'esposizione zoologica di orsi, scimmie e altri animali esotici. Lo scopo era quello di svago per gli ufficiali delle SS e i loro familiari, ma è dimostrato che la collocazione dello zoo era tale che le gabbie erano ben visibili anche dal recinto di detenzione degli internati. I ruderi sono tuttora visibili e fanno parte del percorso di visite guidate. Un particolare inquietante, oggetto di molte controversie, è un ordine del comandante del campo ritrovato dagli storici (ordine 56 del settembre 1938) in cui si raccomanda che gli animali ricevano trattamento e cure scrupolose. Questo aspetto, sebbene denoti positivamente la modernità animalista del nazismo, diventa inquietante e grottesco se letto congiuntamente al parallelo trattamento disumano riservato agli internati.

### "La strega di Buchenwald"

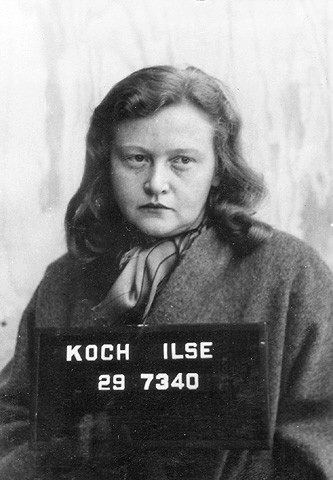
Ilse Koch, morta suicida nel 1967.

Il campo di Buchenwald è stato reso famoso anche da Ilse Koch, che nel 1936 sposò Karl Koch, comandante del campo. Per la sua ferocia, immoralità e sadismo, fu denominata dagli internati "la cagna di Buchenwald" (Buchenwälder Hündin), "la strega di Buchenwald" (Die Hexe von Buchenwald), "donnaccia di Buchenwald" (Buchenwälder Schlampe), "la iena di Buchenwald" (Hyänen von Buchenwald). Ilse Koch aveva un desiderio feticista per i tatuaggi dei prigionieri, che avrebbe fatto rimuovere dalle vittime, per conservarli. Nel blocco 50, dove i medici nazisti facevano esperimenti medici di ogni genere, si ritiene che la pelle dei prigionieri che avevano tatuaggi, dopo l'uccisione, sia stata conciata, e che sia stata utilizzata per fare copertine di libri e paralumi per Ilse Koch. Questa pratica, messa in dubbio dai negazionisti dell'Olocausto, fu portata come prova d'accusa nei processi a Ilse Kock. «Si sa che alcuni oggetti erano fatti di pelle umana perché c'erano tatuaggi, e perché fu eseguita un'analisi microscopica forense degli oggetti» che dimostrò che anche il materiale usato per i paralumi fosse proprio pelle umana.
Processata dal tribunale militare di Dachau, fu condannata all'ergastolo nel 1947, pena poi commutata in quattro anni "perché non erano state fornite prove evidenti". Fu liberata nel 1949 dal generale Lucius Clay, comandante statunitense della zona tedesca, ma per le proteste suscitate dalla sua ingiustificata liberazione fu nuovamente arrestata e processata dalla corte tedesca. Il giudizio fu ancora una condanna all'ergastolo. Il 1º settembre 1967, la Koch fu trovata esanime nella sua cella della prigione di Aichach in Baviera; si era suicidata, impiccandosi.

## Resistenza dei prigionieri nel campo
Già dal 1938 iniziò a svilupparsi la resistenza clandestina degli internati nel campo, anche grazie ai detenuti politici che si erano infiltrati in quasi tutta l'amministrazione del lager. L'11 aprile del 1945 fuggirono quasi tutte le SS e i prigionieri riuscirono a togliere il controllo del campo alle guardie rimaste. Quando gli Alleati giunsero a Buchenwald, il campo era sotto il totale controllo della Resistenza.

## La liberazione del campo
(Buchenwald nella scheda dell'ANED)

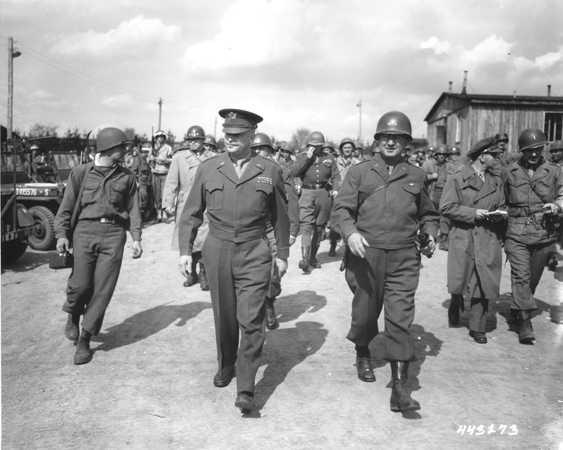
Il generale Dwight Eisenhower e il generale Troy Middleton ispezionano Ohrdruf, che faceva parte del complesso concentrazionario di Buchenwald.

L'11 aprile 1945 i militari della US 89th Infantry Division (l'89ª divisione fanteria della terza armata degli Stati Uniti) raggiunsero la zona. Le SS fuggirono e i prigionieri stessi liberarono il campo, organizzando un sistema di autogestione interna. Nel pomeriggio i soldati del generale George Smith Patton spezzarono i fili spinati ed entrarono nel campo. Il deportato Stefan Jerzy Zweig, allora bambino, ha lasciato una cronaca di quelle ultime ore nel suo romanzo Le lacrime non bastano.

### Storia dei 904 bambini di Buchenwald e il blocco 66
(Oltreilcampo)

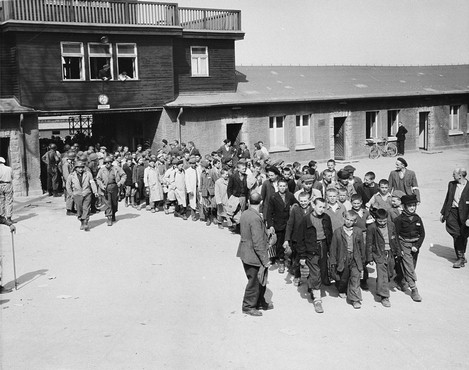
I bambini di Buchenwald scortati fuori dal campo dai soldati statunitensi.

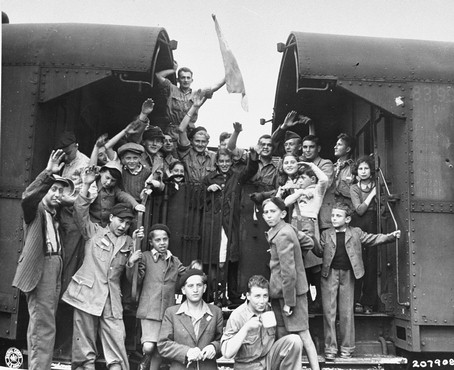
Bambini sopravvissuti in partenza da Buchenwald.

Quando l'11 aprile 1945 le truppe di liberazione statunitensi giunsero a Buchenwald, fra i sopravvissuti trovarono 904 giovanissimi prigionieri. La sopravvivenza di questi bambini («polacchi, ungheresi, cechi, slovacchi, romeni, lituani, alcuni russi e ucraini, qualche zingaro, un solo greco») fu eccezionale, perché secondo i parametri e criteri nazisti applicati a ogni lager, quelle "vite inutili", o meglio dannose, perché solo da sfamare visto che non potevano contribuire in nessun modo "al lavoro", dovevano essere eliminate. Il caso, unico nelle sue dimensioni in tutta la storia dei campi di concentramento nazisti, aveva una ragione, che l'apertura ai ricercatori del grande archivio nazista di Bad Arolsen, in Germania, ha contribuito a chiarire.
I bambini (la maggior parte adolescenti tra i 13 e i 17 anni, ma anche bambini fra i 6 e i 12 anni e due di 4 anni) si trovavano nel blocco 66, nel blocco 8 e alcune decine nel blocco 49. Questi erano diventati zone off limits per le stesse SS, che non si azzardavano minimamente a ispezionare questi blocchi; girava la voce, infatti, che questi blocchi fossero infestati dal tifo. A rendere possibile questo "miracolo", in un campo di concentramento dove perirono più di 56 000 persone, furono alcuni coraggiosi detenuti giovani comunisti, che si erano battuti affinché questi bambini non fossero trasferiti ad altri campi di sterminio e fossero risparmiati dalle forme più brutali di lavoro coatto.
A Buchenwald ci fu un movimento di resistenza attiva, un vero e proprio network di prigionieri politici 'anziani' in grado di agire in quella sorta di 'zona grigia' fra i comandanti e i detenuti, capace di dare protezione a quei bambini. Non solo hanno dato loro rifugio, ma hanno impartito loro alcuni rudimentali principi scolastici, come se si trovassero davvero in classe.
Coloro che si operarono per salvare i bambini furono in primo luogo i capi della baracca 8 (Franz Leitner, comunista austriaco di Vienna, e Wilhelm Hammann, comunista tedesco dell'Assia) e i capi della baracca 66 (Antonin Kalina, un comunista di Praga, e il suo vice Gustav Schiller, un comunista ebreo polacco originario di Leopoli).
Dopo la liberazione, i cappellani dell'esercito americano Rabbi Herschel Schacter e Rabbi Robert Marcus contattarono gli uffici della OSE (Oeuvre de secours aux enfants), organizzazione di soccorso dei bambini ebrei a Ginevra: 427 di quei bambini (la maggior parte dei quali erano rimasti orfani) furono ospitati in Francia, 280 in Svizzera e 250 in Inghilterra.
Alcuni di quei bambini sarebbero divenuti famosi nel dopoguerra, dal premio Nobel Elie Wiesel (allora un adolescente) a Yisrael Meir Lau (8 anni), che sarà rabbino capo di Tel Aviv, e ancora Thomas Geve e Gert Schramm, il più giovane prigioniero di colore del campo.

### La conferma arriva da Buchenwald
La consapevolezza dell'enormità delle uccisioni e delle condizioni disumane in cui vennero tenuti i deportati venne alla luce con l'ingresso nei campi, abbandonati dai nazisti in fuga, delle truppe alleate sul finire della guerra.
Una descrizione radiofonica del lager di Buchenwald venne fatta dal giornalista Edward R. Murrow, entrato nel campo assieme alle truppe statunitensi il 12 aprile 1945, che concluse il suo reportage con queste parole:
(Estratto da  Edward R. Murrow, Liberation of Buchenwald, su YouTube, 15 aprile 1945.)
Il numero del 7 maggio 1945 della rivista Life pubblicò un servizio di sei pagine intitolato "Atrocities - Capture of the German concentration camps pile up evidences of barbarism that reaches the low point of human degradation", con sei pagine di fotografie, scattate da quattro fotografi nei campi di Belsen, Buchenwald, Gardelegen e Nordhausen. A commento del valore di testimonianza delle immagini, nel testo è scritto:
(Life Magazine, p. 33, 7 maggio 1945.)
Esistono numerose fotografie, filmati e resoconti che documentano la vita nel campo di Buchenwald nei giorni e nelle settimane successive alla liberazione. Tra le testimonianze più importanti si annoverano anche i disegni realizzati da Corrado Cagli, giunto al campo tra le truppe alleate.

### Gli abitanti di Weimar nel campo di Buchenwald

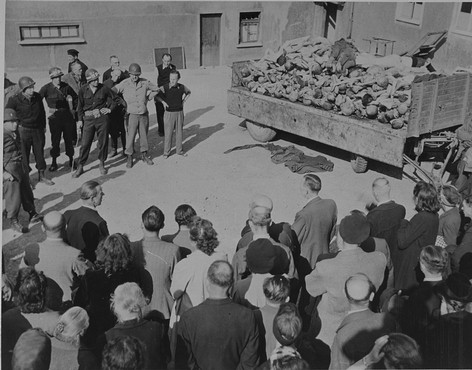
Agli abitanti di Weimar viene mostrato un camion pieno di cadaveri.

Alcuni giorni dopo la liberazione del campo da parte degli Alleati, il 16 aprile 1945, un'ordinanza del comandante statunitense costrinse mille cittadini di Weimar a visitare il campo per la visione di "reperti" riguardanti un orrore ancora visibile dopo la liberazione. Fu organizzata una sorta di "mostra degli orrori" dei crimini perpetuati dai nazisti. Lo scopo era quello di mostrare ai cittadini ciò che fecero i loro connazionali nazisti e di far loro capire di quali crimini anch'essi si erano resi implicitamente complici, poiché molti avevano asserito di non sapere che cosa era successo a pochi chilometri dal luogo in cui vivevano.
I cittadini di Weimar, per la maggior parte persone anziane, sfilarono in una sorta di processione a due a due attraverso un corridoio formato da due file di militari che condussero i visitatori in un percorso "macabro" e preordinato dei diversi blocchi. La visione comprendeva: camion stracolmi di cadaveri, mucchi di cadaveri in terra, fosse comuni con centinaia di morti, i luoghi fatiscenti dove i prigionieri vivevano, un "campionario" di internati scheletrici con visi emaciati e occhi infossati, che si trascinavano a stento.
Su dei tavoli all'aperto, inoltre, erano stati posti in mostra diversi pezzi che dimostravano la crudeltà degli "artigiani nazisti" di Buchenwald: paralumi fatti di pelle con tatuaggi degli uccisi, teste umane miniaturizzate di alcuni prigionieri esposte come trofei, posacenere fatti da vertebre umane.
Gli statunitensi produssero anche filmati su questa visita forzata dove sono ben visibili le reazioni dei cittadini di Weimar: sgomento, pianto e incredulità in un ambiente fetido mostrato da riprese in cui molti visitatori portavano, proprio per il fetore degli ambienti, un fazzoletto sul naso per gran parte dei percorso guidato.

## Numero di vittime
Il numero totale delle vittime è stato stimato in circa 56 000. Tra questi vi furono 15 000 sovietici, 7 000 polacchi, 6 000 ungheresi, 3 000 francesi e altre 26 000 persone da 26 paesi europei. Gli ebrei uccisi furono in complesso 11 000. Vi furono inoltre anche 9 000 vittime tedesche (prigionieri politici, religiosi, omosessuali, e altri). Del numero totale di vittime, è stato possibile assegnare un nome solo a circa 36 000.

## Comandanti del campo
- SS-Standartenführer Karl Otto Koch (dal 1937 al 1941)[65]
- SS-Oberführer Hermann Pister (dal 1942 al 1945)[65]

## Lo staff medico del campo
Lo staff medico includeva 70 dottori e ben 280 infermieri. Fra i medici criminali c'erano:

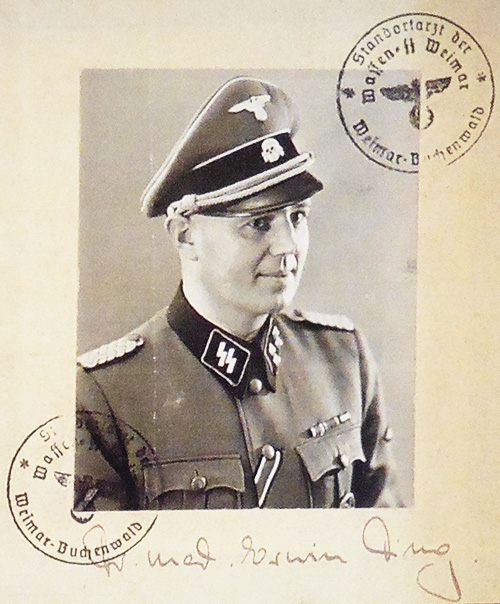
Il dottore (SS Totenkopf) Erwin Ding-Schuler, principale responsabile degli esperimenti effettuati su cavie umane a Buchenwald.

- Waldemar Hoven, ufficiale delle SS e ufficiale medico del campo di concentramento di Buchenwald. Al processo ai dottori di Norimberga venne riconosciuto colpevole di crimini di guerra, crimini contro l'umanità e membro di un'organizzazione criminale; venne impiccato il 2 giugno 1948 nella prigione di Landsberg, in Baviera[66].
- Carl Peter Vaernet, medico danese, SS-Sturmbannführer (maggiore). Utilizzò come cavie umane internati gay del campo, sperimentando la possibile cura dell'omosessualità con l'utilizzo di composti di ormoni sintetici, sperando che essi potessero modificare l'orientamento sessuale dei "pazienti". Tra i sottoposti alla "cura", almeno tredici morirono nelle settimane successive al "trattamento". Morì, impunito, il 25 novembre 1965 a causa di un'imprecisata malattia febbrile[67].
- Gerhard Schiedlausky, comandante medico del campo di Buchenwald, SS-Hauptsturmführer (capitano). Processato, ritenuto colpevole e condannato ad Amburgo, il 3 febbraio 1947 fu impiccato[68].
- Erwin Ding-Schuler, dottore, «direttore della "sezione ricerche per il tifo petecchiale" di Buchenwald e direttore del reparto centrale compiti speciali dell'ufficio di Igiene del dipartimento D, il servizio sanitario delle SS». Morì suicida dopo la sua cattura e imprigionamento il 25 aprile 1945 nel carcere di Monaco-Freysing[69].
- Joachim Mrugowsky, «capo dell'ufficio di igiene del servizio medico delle SS». Fu "direttore" degli esperimenti sul fenolo a Buchenwald, comandò a Ding-Schuler e a Hoven l'eliminazione dei prigionieri mentalmente disabili nell'operazione "14F13". Catturato dagli Alleati e ritenuto colpevole dei crimini ascritti, fu condannato a morte. Venne impiccato il 2 giugno 1948 nella prigione di Landsberg, in Baviera[70].
- Hans Eisele, «uno dei più feroci medici nell'uso di esseri umani come cavie». Dopo la guerra venne processato e condannato alla pena capitale. Fu beneficiario di una riduzione di pena che ridusse la sua reclusione a 10 anni. Morì nel 1967, 15 anni dopo la sua liberazione avvenuta nel 1952[71].

## Lista dei sottocampi
Buchenwald contava un numero considerevole di sottocampi o distaccamenti esterni al campo principale. Il numero è stimato in circa 130 unità.
Il numero delle internate donne, all'inizio dell'apertura del campo quasi inesistente, man mano che si aggiunsero nuovi sottocampi, come quello di Gross Werther, diventò considerevole. Si trattava di gruppi di donne provenienti dal campo di concentramento di Ravensbrück costituiti, in prevalenza, da prigioniere ebree polacche e ungheresi.

## Prigionieri famosi legati a Buchenwald

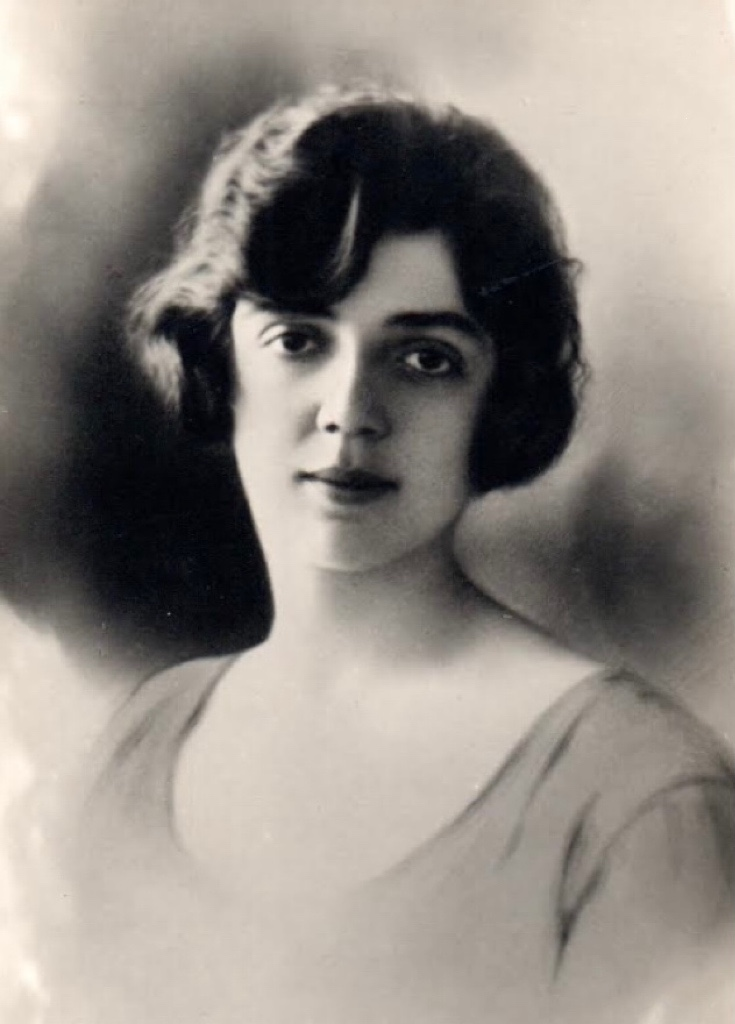
Mafalda di Savoia, "principessa d'Italia", morta a Buchenwald.

- Ernst Thälmann, attivista politico tedesco, segretario generale del Partito Comunista di Germania (KPD), ucciso nel campo con un colpo alla nuca dagli uomini delle SS il 18 agosto 1944
- Mafalda di Savoia, principessa d'Italia, operata per amputarle un braccio finitole in gangrena per incuria dei medici del campo, morì dissanguata dopo l'operazione nel campo il 28 agosto 1944. «Mafalda era stata intenzionalmente operata in ritardo e l’intervento era il risultato di un assassinio sanitario avvenuto per mano di Gerhard Schiedlausky (poi condannato a morte dal tribunale militare di Amburgo e giustiziato per impiccagione nel 1948), come era già avvenuto per altri casi, soprattutto quando si trattava di eliminare "personalità di riguardo"»[73]
- Maurice Halbwachs, filosofo e sociologo francese, morì nel campo il 16 marzo 1945, dopo che si era ammalato di dissenteria
- Elie Wiesel, scrittore statunitense di cultura ebraica, uno dei ragazzi sopravvissuti a Buchenwald  Premio Nobel per la pace 1986
- Imre Kertész, scrittore ungherese, sopravvissuto a Buchenwald  Premio Nobel per la letteratura 2002
- Yisrael Meir Lau, rabbino capo aschenazita d'Israele, internato a otto anni, sopravvissuto a Buchenwald
- Gert Schramm (1928-2016), il più giovane prigioniero di colore del campo, sopravvissuto
- Jean Améry, scrittore, sopravvissuto a Buchenwald
- Dietrich Bonhoeffer, teologo luterano tedesco, sopravvissuto a Buchenwald, ucciso nel campo di concentramento di Flossenbürg
- Léon Blum, politico francese e sua moglie[74]
- Jorge Semprún, scrittore spagnolo e ministro della cultura di Spagna, arrestato dalla Gestapo, nel 1944 venne inviato al campo di concentramento di Buchenwald dove militò nell'organizzazione comunista clandestina formatasi all'interno del campo, Qui ritrovò anche il maestro Maurice Halbwachs, che morì tra le sue braccia e al quale dedicò alcune pagine del suo libro Male e modernità, edito in Italia da Passigli Editore. Sopravvissuto.
- Gioacchino Ernesto di Anhalt, ultimo duca di Anhalt, morto nel 1947 a Buchenwald prigioniero dei sovietici
- Hermann Leopoldi, compositore austriaco, sopravvissuto a Buchenwald
- Stefan Jerzy Zweig, internato a tre anni, sopravvissuto a Buchenwald, autore del romanzo Le lacrime non bastano
- Nedo Fiano, deportato nel campo di concentramento di Auschwitz e liberato a Buchenwald, deceduto nel 2020 è stato uno dei più attivi testimoni italiani della Shoah.
- Pio Bigo, resistente partigiano piemontese, arrestato nella Valle di Viù e deportato in diversi campi di concentramento e sterminio di Austria, Polonia e Germania: Mauthausen, Gusen 1, Linz 1, Linz 3, Auschwitz-Birkenau, Monowitz, Gliwice (sottocampo di Auschwitz) e quindi Buchenwald, dove venne liberato l'11 aprile 1945 dagli Alleati[75]. Autore del libro Il triangolo di Gliwice – Memoria di sette lager.
- Henry Michaud, generale francese, primo capo di stato maggiore dell'Armée de l'air, dirigente dell'Organisation de résistance de l'Armée durante l'occupazione tedesca, morto di privazioni il 24 gennaio 1945.
- Georg Hornstein, combattente considerato come esempio di resistenza ebrea nella Germania nazista.

## Tutti i criminali processati
I responsabili del campo di concentramento di Buchenwald processati nelle foto segnaletiche dell'aprile 1947

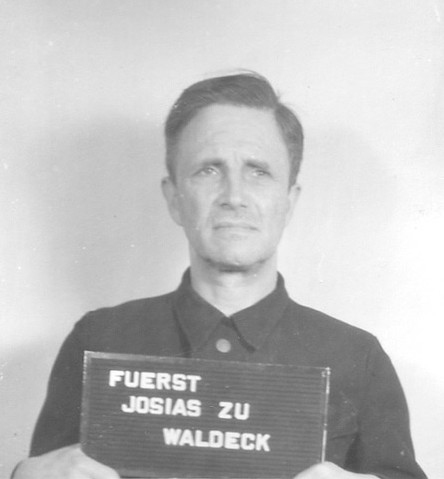
Josias zu Waldeck di Pyrmont, SS e capo della Polizia
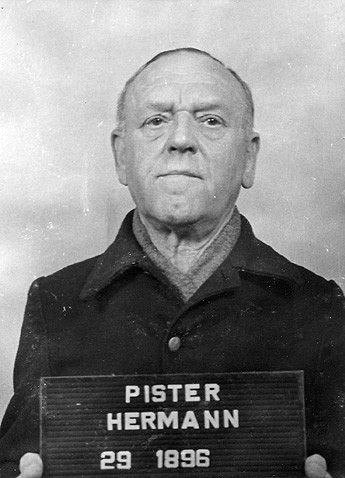
Hermann Pister, comandante del campo a Buchenwald dal 1942 al 1945
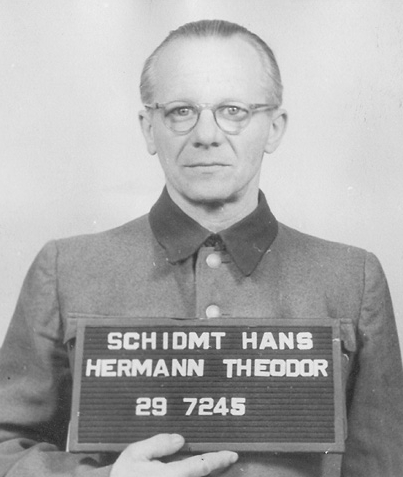
Hans Schmidt, vice di Hermann Pister
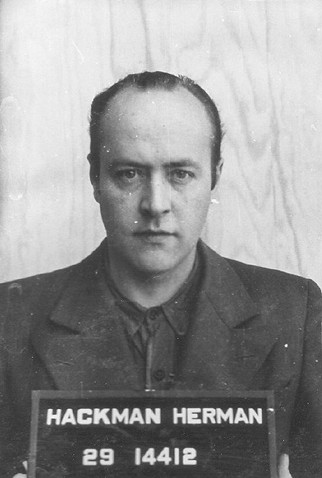
Hermann Hackmann, vice del primo comandante del campo di Buchenwald Karl Koch (1937-1941)
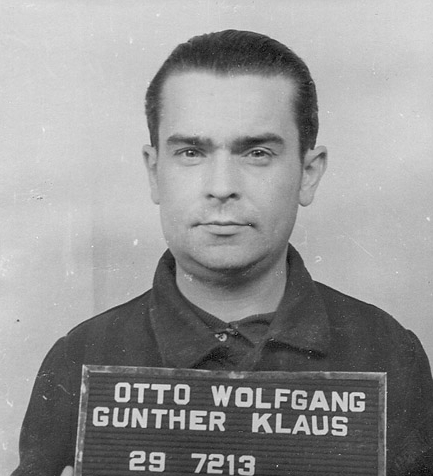
Wolfgang Otto
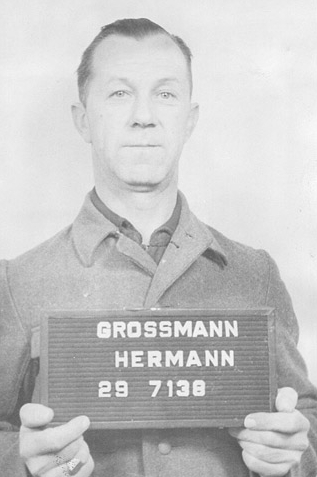
Hermann Grossmann
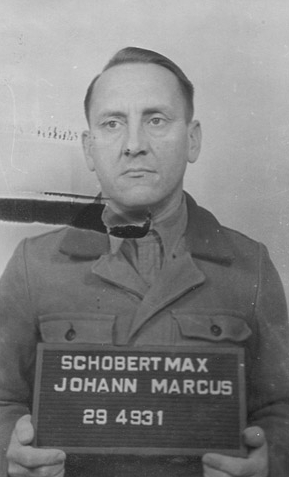
Max Schobert
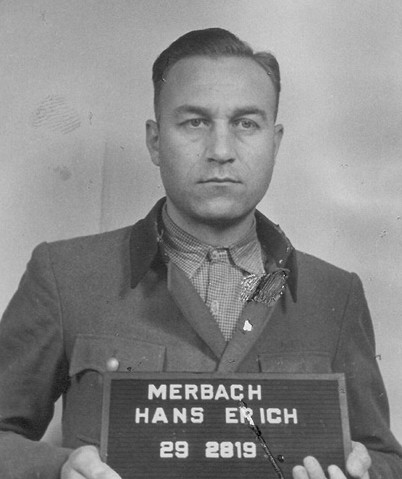
Hans Merbach
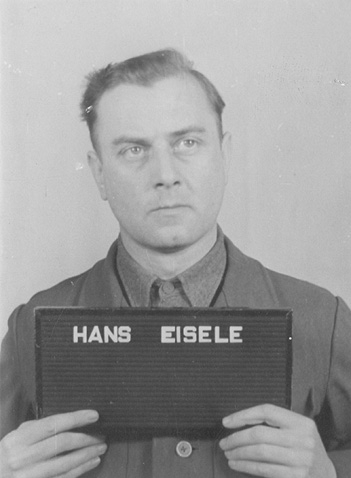
Il medico Hans Eisele
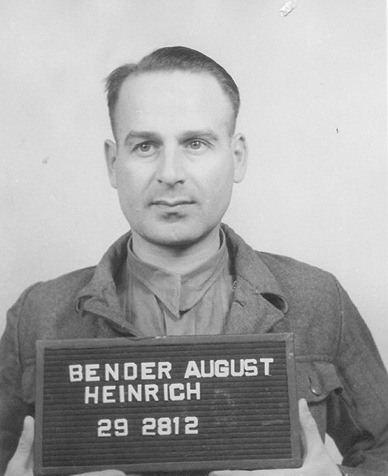
Il medico August Bender
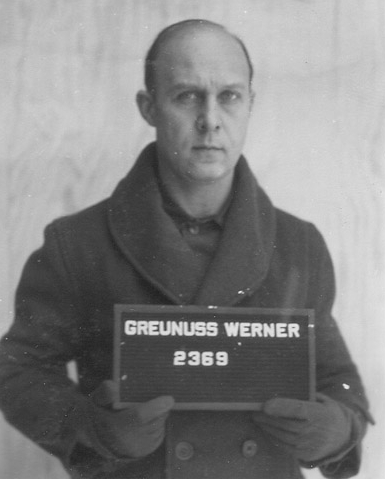
Werner Greunuss, medico nel sottocampo di Ohrdruf
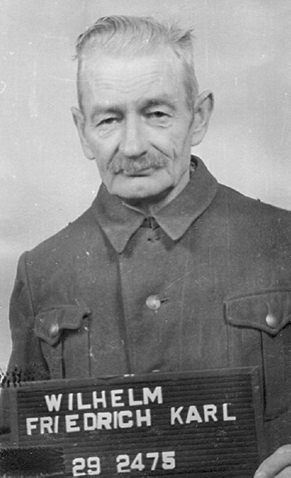
SS Friedrich Wilhelm
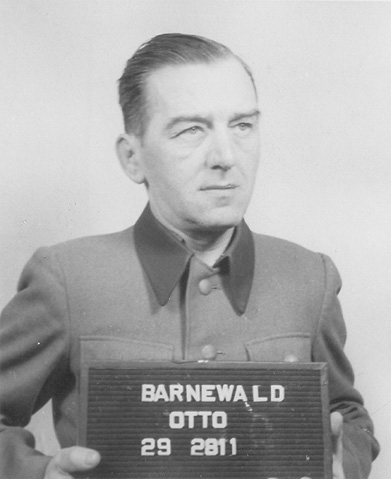
Otto Barnewald, direttore amministrativo del campo
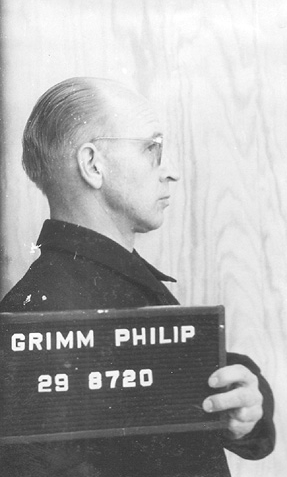
Philipp Grimm
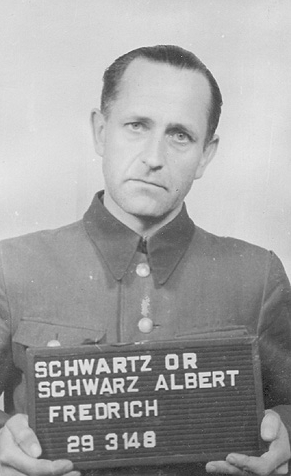
Albert Schwartz
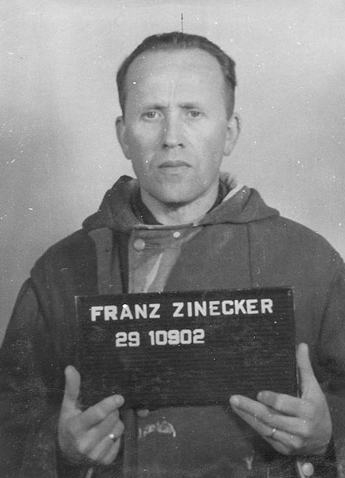
Franz Zinecker
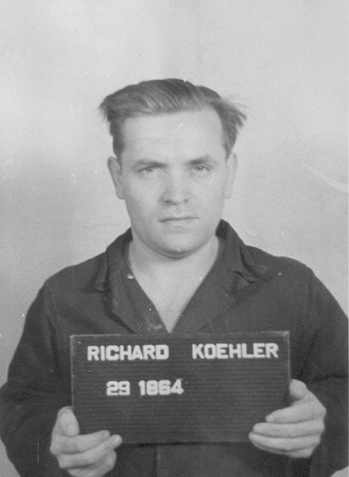
Richard Köhler
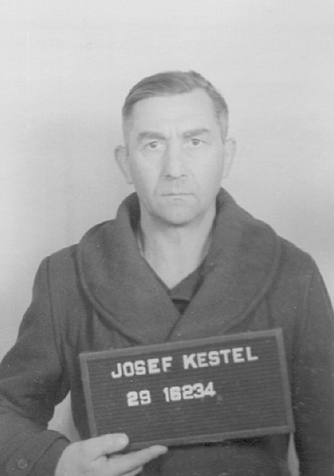
Josef Kestel
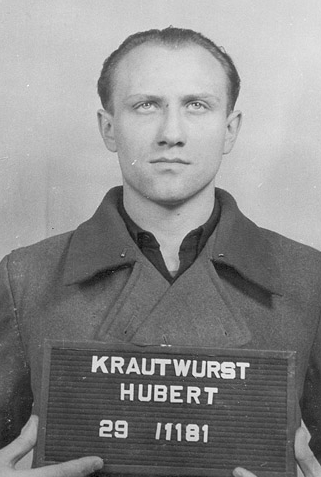
Hubert Krautwurst
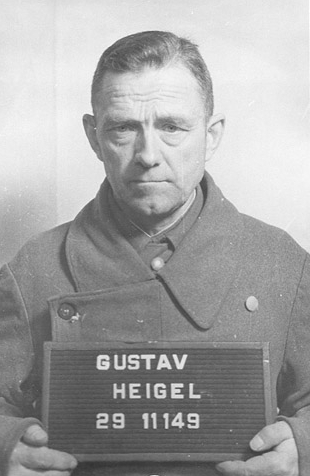
Gustav Heigel
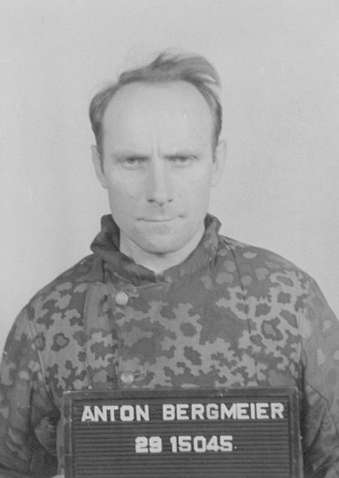
Anton Bergmeier
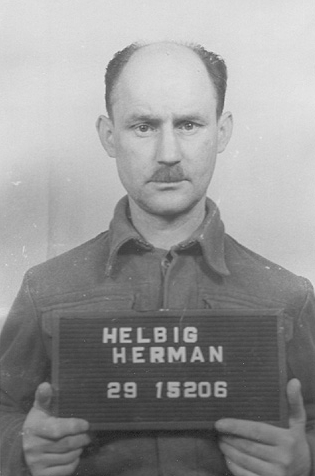
Hermann Helbig, responsabile del crematorio
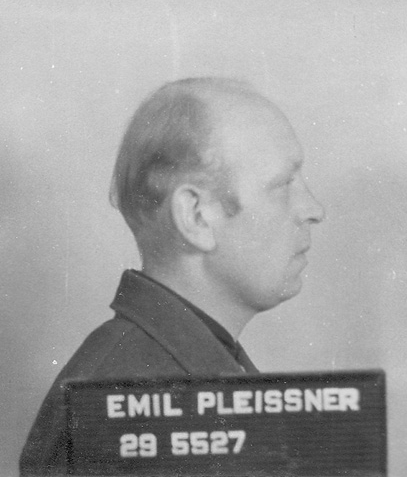
Emil Pleissner,
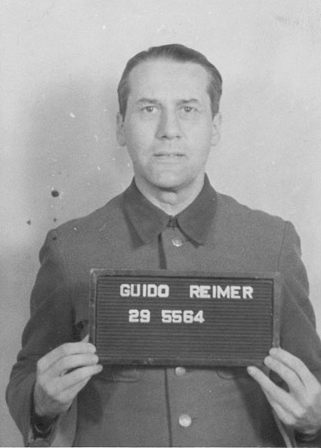
Guido Reimer
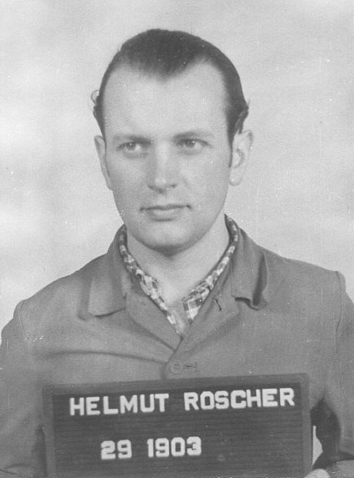
Helmut Roscher
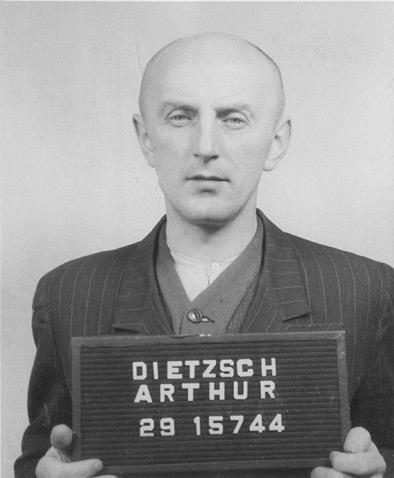
Arthur Dietzsch
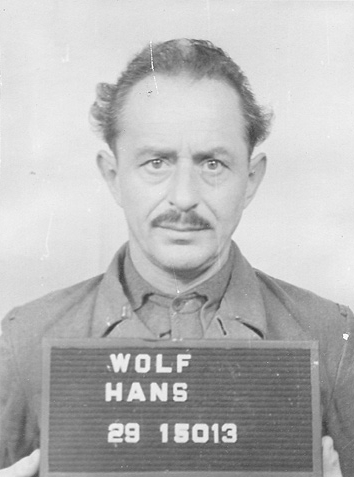
Hans Wolf
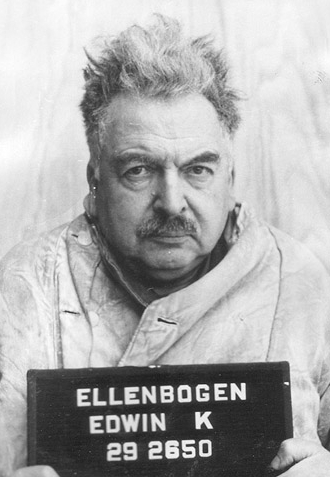
Edwin Katzen
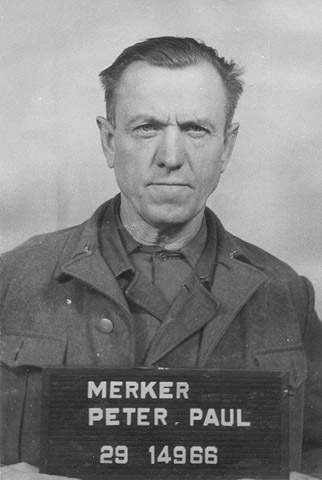
Peter Merker
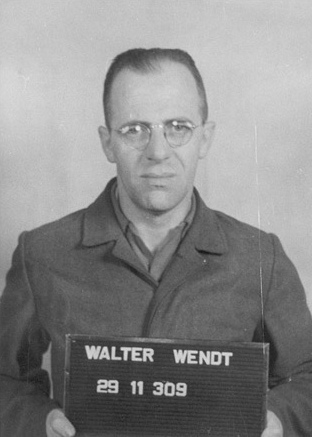
Walter Wendt

## Dopo il 1945
Dopo la concessione del territorio alla DDR, Buchenwald fu riaperto tra il 1945 e il 1950 dal governo sovietico e amministrato dall'NKVD come "campo speciale" per oppositori dello stalinismo ed ex nazisti. Tra il 1945 e il 1950 vi sono stati conteggiati 7 100 morti. La maggior parte del campo fu demolito nel 1950, furono lasciati intatti il cancello principale, il forno crematorio, l'ospedale interno, e due torri di guardia.

## Buchenwald nella memoria

### Il complesso monumentale nazionale: Buchenwald Memorial

#### Il complesso monumentale della DDR
Su decisione del governo della  DDR, nel 1954 fu dato avvio ai lavori per la costruzione di una zona monumentale attigua al campo con «il principale obiettivo di celebrare i membri comunisti tedeschi della resistenza». Essi si protrassero fino al 1958. Sul lato meridionale del colle dell'Ettersberg, quindi, al posto di una vecchia torre di guardia, venne eretto un imponente monumento nazionale. Nel comprensorio adiacente, inoltre, vennero ricomprese tre fosse comuni in cui in passato erano stati sepolti circa 300 detenuti morti.
La concezione didattica della struttura conduce il visitatore attraverso un percorso a ritroso, dalla morte alla vita. Infatti la visita consigliata parte dal forno crematorio, passa davanti alle fosse comuni e porta infine verso un campanile, simbolo di libertà e luce. Lungo la strada che attraversa la zona delle fosse comuni è stato realizzato un muro con incisi i nomi di 18 nazioni, tutte quelle maggiormente rappresentative della popolazione degli internati nel lager nel corso degli anni. Infine il gruppo monumentale vero e proprio, con un campanile cui si giunge attraverso una scala di mattoni chiari. Davanti al campanile si trova la scultura di Fritz Cremer dedicata agli internati del lager, raffigurante la resistenza nel campo. All'interno del campanile, sotto una lastra di bronzo, è custodita terra di altri lager. Nella loggia, infine, è sistemata una campana di bronzo, usata nelle cerimonie.
Questo luogo veniva utilizzato dalle autorità della DDR per l'organizzazione di manifestazioni nazionali.
I tre memoriali nazionali della DDR, costruiti accanto o sui siti degli ex campi di concentramento di Buchenwald, Sachsenhausen e Ravensbrück, svolsero un ruolo centrale nella politica della memoria della DDR sotto Erich Honecker. Erano controllati dal Ministero della Cultura e quindi dal governo. Secondo il loro statuto, questi memoriali servivano come luoghi di identificazione e legittimazione della DDR. Secondo la storica Anne-Kathleen Tillack-Graf, la strumentalizzazione politica di questi memoriali, soprattutto per le esigenze attuali della DDR, avvenne in particolare durante le grandi celebrazioni della liberazione dei campi di concentramento.

#### La nuova concezione del complesso monumentale dal 1990

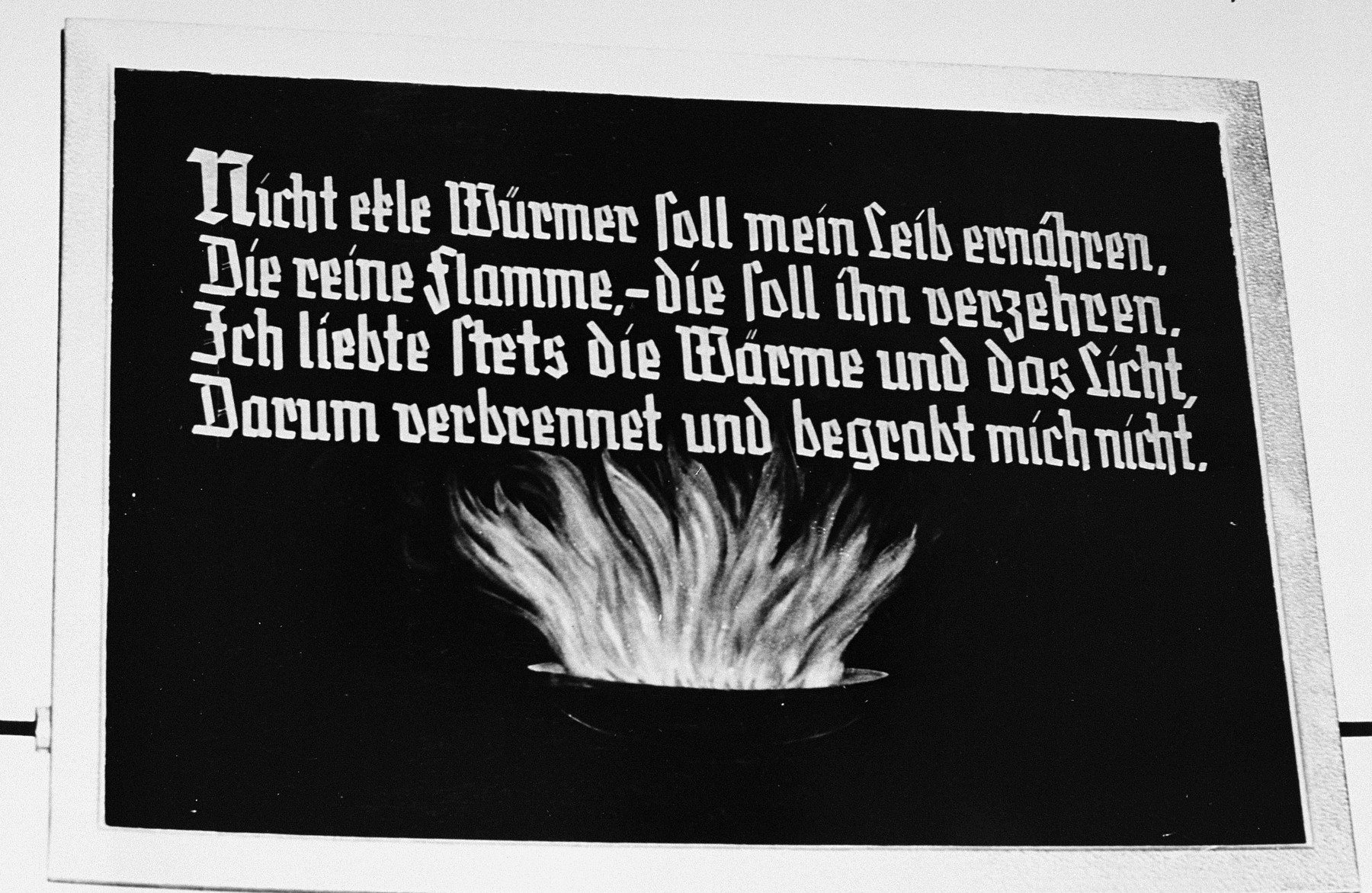
Iscrizione beffarda in versi posta all'ingresso dei forni crematori di Buchenwald. Il testo dice: Il mio corpo non deve nutrire vermi ripugnanti. La pura fiamma - questa deve consumarlo. Ho sempre amato il calore e la luce; per questo motivo crematemi e non seppellitemi - Dalla collezione dell'USHMM.

Il fatto conclamato che a Buchenwald oltre che i prigionieri comunisti, fossero rinchiusi altri gruppi di prigionieri come ebrei, sinti e rom, delinquenti abituali, omosessuali e testimoni di Geova, internati anche nei sottocampi, fu completamente ignorato nella concezione del memoriale ideato dalla DDR. Inoltre, l'esistenza e la storia del campo di Buchenwald "sovietico", ripristinato dopo la guerra, non trovava nessun riscontro nella "storia" del memoriale. «In questo contesto, il Memorial di Buchenwald doveva essere completamente ridisegnato e ristrutturato dopo la scomparsa della DDR. Già nel novembre 1989, il personale del Memoriale Nazionale sviluppò un nuovo concetto» per la ristrutturazione del memoriale; il concetto era che il memoriale doveva commemorare sia le vittime del campo nazista sia quelle del campo "sovietico", dando una rilevanza primaria a quello dell'epoca nazista. La persecuzione dei sinti doveva essere «nettamente separata»; inoltre «l'esposizione permanente, fortemente influenzata dalla parzialità della storiografia della DDR, doveva essere concepita e progettata sulla base dell'attuale stato della ricerca». La commissione preposta al "rinnovamento" del memoriale raccomandò di spiegare «il contesto politico e la storia del Memoriale Nazionale di Buchenwald dal 1950 al 1990, la sua concezione della DDR, il suo sfruttamento a fini di propaganda di Stato e la sua strumentalizzazione politica in un contesto più ampio».

### Targhe
- Stazione ferroviaria di Weimar ingresso est

Dal 1998 una lapide all'ingresso est della stazione di Weimar commemora «l'arrivo delle vittime del pogrom anti-ebraico». La stazione fu teatro del comportamento crudele delle SS manifestato verso gli ebrei che arrivavano a Weimar per essere internati a Buchenwald. Un primo trasporto di 10 000 ebrei proveniva «da Breslavia, Dresda, Francoforte sul Meno, Bielefeld e Aquisgrana e da tutta la Turingia [...] SS e ausiliari guidarono [gli ebrei] attraverso il passaggio del tunnel [della stazione], sottoponendoli ad atti indiscriminati di violenza lungo il percorso. Gli abusi ebbero luogo davanti agli occhi del pubblico». Nel 1939 nella stazione di Weimar giunsero anche moltissimi ebrei provenienti dalla Polonia che subirono gli stessi trattamenti violenti e tracotanti.
- Targa in acciaio posta nel 1999 che commemora il teologo Dietrich Bonhoeffer, il generale Friedrich von Rabenau e l'ufficiale Ludwig Gehre «nei pressi dell'ex caserma della SS nel campo vicino alla città di Weimar, dove morirono più di 56.000 persone fino alla liberazione avvenuta il 13 aprile 1945 da parte dell'esercito americano»[83].

## Buchenwald nella filmografia e nella televisione
- Nel 2005 è stata girata e prodotta una fiction televisiva in due puntate sulla vita della principessa Mafalda di Savoia per la regia di Maurizio Zaccaro.
- Il bambino nella valigia, di Philipp Kadelbach, narra come un gruppo di ebrei, prigionieri nel campo, salvò la vita di un bambino di tre anni nascondendolo in una valigia.

### Memorie di deportati italiani
- Alberto Berti, Viaggio nel pianeta nazista. Trieste, Buchenwald, Langenstein, Franco Angeli, Milano 1989 (ISBN 88-204-3565-9)
- Pio Bigo, Il triangolo di Gliwice. Memoria di sette lager, Edizioni dell'Orso, Alessandria 1998, ISBN 88-7694-347-1
- Mario D'Angelo, Nei tunnel delle V2. Memorie di un deportato a Dora, Mursia, Milano 2008, ISBN 978-88-425-3573-7
- Giovanni Marcato, A Buchenwald il mio nome era 34989, a cura di E. Chiara, Canova 2000
- Gilberto Salmoni, Una storia nella Storia - Ricordi e riflessioni di un testimone di Fossoli e Buchenwald, Fratelli Frilli Editori, Genova 2005, ISBN 978-88-7563-820-7

### Altre fonti
- Ursula Hartl, Il Memoriale di Buchenwald, trad. italiana di Valeria Bazzicalupo e Elena Barontini Prey, Fondazione Memoriali di Buchenwald e Mittelbau-Dora, 2011
- Elie Wiesel, La notte, prefazione di François Mauriac, traduzione di Daniel Vogelmann, Giuntina Editore, Firenze 1980, ISBN 88-85943-11-X
- Imre Kertész, Essere senza destino (Sorstalanság), 1975 (traduzione di Barbara Griffini dall'edizione tedesca Roman eines Schicksallosen), Feltrinelli, Milano 1999, ISBN 88-07-01561-7
- Helga Schneider, L'albero di Goethe, Salani Editore, Milano 2012, ISBN 978-88-6256-828-9
- Zacharias Zweig, Il bambino di Buchenwald. Dal ghetto ai Lager nel racconto di un padre, Massari, Bolsena, 1998, ISBN 88-85378-06-4
- Terrence Des Pres, Il sopravvivente: Anatomia della vita nei campi di morte a cura di Adelmina Albini e Stefanie Golisch, Mimesis, Sesto San Giovanni, 2013, ISBN 978-88-5751-413-0
- (EN) Ofelia Ferrán e Gina Herrmann, A Critical Companion to Jorge Semprún: Buchenwald, Before and After, Palgrave Macmillan, New York 2014, ISBN 978-1-137-32280-7
- (EN) Buchenwald-Hauptprozess, Deputy Judge Advocate's Office 7708 War Crimes Group European Command APO 407 (United States of America v. Josias Prince zu Waldeck et al. – Case 000-50-9), Review and Recommendations of the Deputy Judge Advocate for War Crimes, November 1947  (PDF)
- (DE) Ludwig Eiber, Robert Sigl (Hrsg.), Dachauer Prozesse –NS-Verbrechen vor amerikanischen Militärgerichten in Dachau 1945–1948, Wallstein, Göttingen 2007, ISBN 978-3-8353-0167-2
- (DE) Manfred Overesch, Buchenwald und die DDR – oder die Suche nach Selbstlegitimation. Vandenhoeck & Ruprecht, 1995, ISBN 978-3-525-01356-4
- (DE) Katrin Greiser, Entsetzen der Befreier, Das US-War Crimes Program,In, Die Todesmärsche von Buchenwald. Räumung des Lagerkomplexes im Frühjahr 1945 und Spuren der Erinnerung, Wallstein, Göttingen 2008, ISBN 978-3-8353-0353-9
- (DE) Ute Stiepani, Die Dachauer Prozesse und ihre Bedeutung im Rahmen der alliierten Strafverfolgung von NS-Verbrechen, In, Gerd R. Ueberschär, Die alliierten Prozesse gegen Kriegsverbrecher und Soldaten 1943–1952, Fischer, Frankfurt 1999, ISBN 3-596-13589-3.
- (DE) Robert Sigel, Im Interesse der Gerechtigkeit. Die Dachauer Kriegsverbrecherprozesse 1945–48, Campus, Frankfurt 1992, ISBN 3-593-34641-9
- (DE) Wolfgang Benz, Barbara Distel, Angelika Königseder, Der Ort des Terrors: Geschichte der nationalsozialistischen Konzentrationslager. Vol. 3: Sachsenhausen und Buchenwald., Beck, Munich 2006, ISBN 3-406-52963-1
- (EN) The United States Holocaust Memorial Museum, ENCYCLOPEDIA OF CAMPS AND GHETTOS, 1933–1945, a cura di Geoffrey P. Megargee, Joseph R. White, Mel Hecker, IA, Bloomington, Indianapolis, Indiana University Press, 2018,  pp. 289-295, ISBN 978-0-253-35328-3.